# استپی پولچرا
استپی پولچرا (نام علمی: Stipa pulchra) نام یک گونه از سرده استپی است.